# 小書きチ
小書きチ(ち、チ)とは、主に英語などのʧ音に使用される仮名（ローマ字）。

## 用例
- 公教聖歌集（公明社）では〈チエ〉の《チ》が小文字になっていて、バチカン・ラテン語の ʧɛ 音を示す[2]。
- 露西亜語基礎1500語 (1935年・大学書林) ではロシア語シチャー《Щ》の[ʃʲʧʲ]を表すためのカタカナ連字〈シチ〉の《チ》の部分を小書きとして使用[3]。
- ロシヤ語四週間(大学書林)ではロシア語軟音〈ТЬ〉[tʲ]の発音ガナ表記で見られる[4]。